# Pseudhypsipages silvester
Pseudhypsipages silvester är en insektsart som beskrevs av Marius Descamps 1977. Pseudhypsipages silvester ingår i släktet Pseudhypsipages och familjen gräshoppor. Inga underarter finns listade i Catalogue of Life.